# Збірна Саудівської Аравії з футболу
Збірна Саудівської Аравії з футболу (араб. منتخب السعودية لكرة القدم) — представляє Саудівську Аравію на міжнародних футбольних змаганнях. Контролюється Футбольною федерацією Саудівської Аравії. Станом на 3 квітня 2025 посідає 58-e місце у рейтингу футбольних збірних світу.

## Чемпіонат світу
- 1930–1974 — не брала участі
- 1978–1990 — не пройшла кваліфікацію
- 1994 — ⅛ фіналу
- 1998 — груповий турнір
- 2002 — груповий турнір
- 2006 — груповий турнір
- 2010 — не пройшла кваліфікацію
- 2014 — не пройшла кваліфікацію
- 2018 — груповий турнір
- 2022 — груповий турнір

## Кубок Азії
- 1956–1972 — не брала участі
- 1976 — відмовилася від участі
- 1980 — не брала участі
- 1984 — чемпіон
- 1988 — чемпіон
- 1992 — друге місце
- 1996 — чемпіон
- 2000 — друге місце
- 2004 — груповий етап
- 2007 — друге місце
- 2011 — груповий етап
- 2015 — груповий етап
- 2019 — 1/8 фіналу
- 2023 — 1/8 фіналу

## Гравці збірної

### Поточний склад
Заявка збірної для участі у чемпіонаті світу 2018 року. Вік гравців наведено на день початку змагання (14 червня 2018 року), дані про кількість матчів і голів — на дату подачі заявки (4 червня 2018 року).
| №  | Поз. | Гравець                 | Дата народження (вік)            | Ігри | Голи | Клуб         |
| -- | ---- | ----------------------- | -------------------------------- | ---- | ---- | ------------ |
| 1  | ВР   | Абдуллах Аль-Маюф       | 23 січня 1987 (вік 31 рік)       | 10   | 0    | «Аль-Хіляль» |
| 21 | ВР   | Яссер Аль-Мосайлем      | 27 лютого 1984 (вік 34 роки)     | 32   | 0    | «Аль-Аглі»   |
| 22 | ВР   | Мохаммед Аль-Овейс      | 10 жовтня 1991 (вік 26 років)    | 6    | 0    | «Аль-Аглі»   |
|    |      |                         |                                  |      |      |              |
| 2  | ЗХ   | Мансур Аль-Харбі        | 19 жовтня 1987 (вік 30 років)    | 39   | 1    | «Аль-Аглі»   |
| 3  | ЗХ   | Усама Гавсаві (капітан) | 31 березня 1984 (вік 34 роки)    | 134  | 7    | «Аль-Хіляль» |
| 4  | ЗХ   | Алі Аль-Булаїхі         | 21 листопада 1989 (вік 28 років) | 3    | 0    | «Аль-Хіляль» |
| 5  | ЗХ   | Омар Гавсаві            | 27 вересня 1985 (вік 32 роки)    | 41   | 3    | «Ан-Наср»    |
| 6  | ЗХ   | Мохаммед Аль-Брейк      | 15 вересня 1992 (вік 25 років)   | 10   | 1    | «Аль-Хіляль» |
| 13 | ЗХ   | Яссер аш-Шаграні        | 25 травня 1992 (вік 26 років)    | 36   | 0    | «Аль-Хіляль» |
| 23 | ЗХ   | Мотаз Гавсаві           | 17 лютого 1992 (вік 26 років)    | 17   | 0    | «Аль-Аглі»   |
|    |      |                         |                                  |      |      |              |
| 7  | ПЗ   | Салман аль-Фарадж       | 1 серпня 1989 (вік 28 років)     | 42   | 3    | «Аль-Хіляль» |
| 8  | ПЗ   | Яхья Аль-Шехрі          | 26 червня 1990 (вік 27 років)    | 56   | 8    | «Ан-Наср»    |
| 9  | ПЗ   | Хаттан Бахебрі          | 16 липня 1992 (вік 25 років)     | 4    | 0    | «Аш-Шабаб»   |
| 11 | ПЗ   | Абдулмалек Аль-Хаїбрі   | 13 березня 1986 (вік 32 роки)    | 36   | 0    | «Аль-Хіляль» |
| 12 | ПЗ   | Мохамед Канно           | 22 вересня 1994 (вік 23 роки)    | 6    | 1    | «Аль-Хіляль» |
| 14 | ПЗ   | Абдуллах Отайф          | 3 серпня 1992 (вік 25 років)     | 15   | 1    | «Аль-Хіляль» |
| 15 | ПЗ   | Абдуллах Аль-Хайбарі    | 16 серпня 1996 (вік 21 рік)      | 4    | 0    | «Аш-Шабаб»   |
| 16 | ПЗ   | Хусейн Аль-Мугаві       | 28 січня 1988 (вік 30 років)     | 17   | 1    | «Аль-Аглі»   |
| 17 | ПЗ   | Тайсір Аль-Джассім      | 25 липня 1984 (вік 33 роки)      | 131  | 18   | «Аль-Аглі»   |
| 18 | ПЗ   | Салем аль-Давсарі       | 19 серпня 1991 (вік 26 років)    | 32   | 4    | «Вільярреал» |
|    |      |                         |                                  |      |      |              |
| 10 | НП   | Мохаммад ас-Саглаві     | 10 січня 1987 (вік 31 рік)       | 39   | 28   | «Ан-Наср»    |
| 19 | НП   | Фахад аль-Муваллад      | 14 вересня 1994 (вік 23 роки)    | 44   | 10   | «Леванте»    |
| 20 | НП   | Муханнад Ассірі         | 14 жовтня 1986 (вік 31 рік)      | 18   | 4    | «Аль-Аглі»   |